# Wojciech Tyszyński
Wojciech Tyszyński, född den 12 december 1984 i Sztum, Polen, är en polsk kanotist.
Han tog bland annat VM-brons i C-2 1000 meter i samband med sprintvärldsmästerskapen i kanotsport 2007 i Duisburg.